# Diadegma auricellae
Diadegma auricellae är en stekelart som beskrevs av Horstmann 2008. Diadegma auricellae ingår i släktet Diadegma och familjen brokparasitsteklar. Inga underarter finns listade i Catalogue of Life.